# Tanaodytes longipes
Tanaodytes longipes är en stekelart som beskrevs av Lubomir Masner 1972. Tanaodytes longipes ingår i släktet Tanaodytes och familjen Scelionidae. Inga underarter finns listade i Catalogue of Life.